# Berguisona
Berguisona es un despoblado que actualmente forma parte del municipio de Condado de Treviño, en la provincia de Burgos, Castilla y León (España).

## Toponimia
A lo largo de los siglos ha sido conocido con los nombres de Bergilgona y Berguisona.

## Historia
Documentado desde 1025 (Reja de San Millán), se despobló en el siglo XIII.